# Kalenborn-Scheuern
Kalenborn-Scheuern in der Vulkaneifel ist eine Ortsgemeinde im Landkreis Vulkaneifel in Rheinland-Pfalz. Sie gehört der Verbandsgemeinde Gerolstein an.

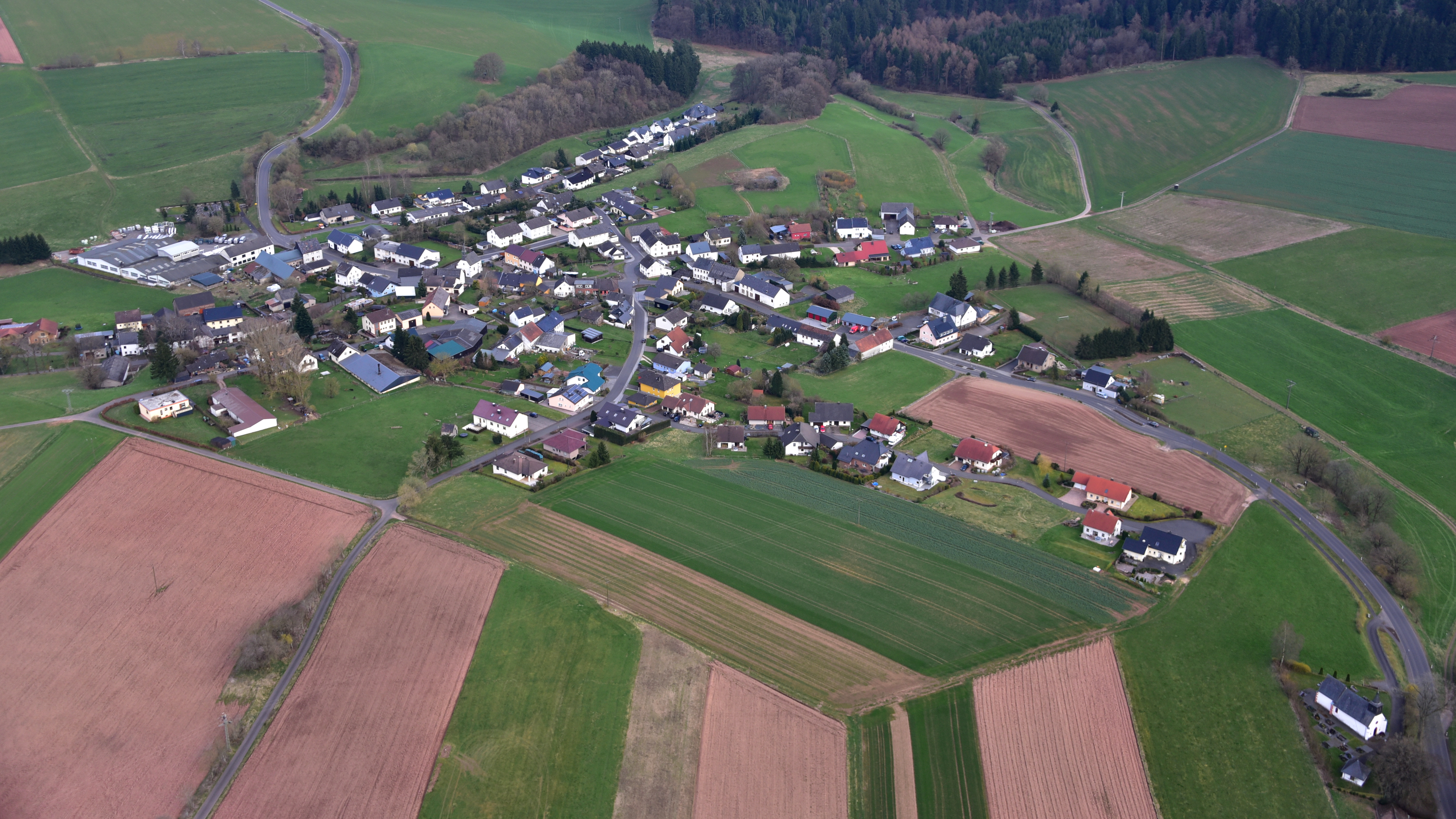
Kalenborn-Scheuern, Luftaufnahme (2016)

## Gemeindegliederung
Ortsteile sind Kalenborn und Scheuern. Zum Ortsteil Kalenborn gehören auch die Wohnplätze An der Acht, Birkenhof, In der Hillingswiese und Kammwiese.

## Geschichte
Kalenborn wurde im Jahre 893 im Prümer Urbar erstmals urkundlich als de Caldebrunna erwähnt.
Die Gemeinde Kalenborn wurde am 7. Juni 1969 aus den bis dahin eigenständigen Gemeinden Kalenborn und Scheuern neu gebildet. Am 1. Dezember 1969 erfolgte die Umbenennung in Kalenborn-Scheuern.
Bevölkerungsentwicklung
Die Entwicklung der Einwohnerzahl von Kalenborn-Scheuern bezogen auf das heutige Gemeindegebiet, die Werte von 1871 bis 1987 beruhen auf Volkszählungen:
| Jahr | Einwohner |
| ---- | --------- |
| 1815 | 178       |
| 1835 | 248       |
| 1871 | 323       |
| 1905 | 319       |
| 1939 | 385       |
| 1950 | 390       |
| 1961 | 355       |

| Jahr | Einwohner |
| ---- | --------- |
| 1970 | 396       |
| 1987 | 403       |
| 1997 | 472       |
| 2005 | 496       |
| 2011 | 441       |
| 2017 | 394       |
| 2023 | 400       |

## Politik

### Gemeinderat
Der Gemeinderat in Kalenborn-Scheuern besteht aus acht Ratsmitgliedern, die bei der Kommunalwahl am 9. Juni 2024 in einer Mehrheitswahl gewählt wurden, und dem ehrenamtlichen Ortsbürgermeister als Vorsitzendem.

### Bürgermeister
Dietmar Johnen (Grüne) wurde am 15. Februar 2022 Ortsbürgermeister von Kalenborn-Scheuern. Bei der Direktwahl am 30. Januar 2022 war er mit einem Stimmenanteil von 80,3 % gewählt worden. Bei der Direktwahl am 9. Juni 2024 wurde er als einziger Bewerber mit 70,0 % für weitere fünf Jahre wiedergewählt.
Johnens Vorgängerin Rita Hoffmann hatte das Amt am 19. Juni 2019 angetreten und zum 30. September 2021 niedergelegt. Zuvor war Lothar Streicher zehn Jahre lang Ortsbürgermeister.

### Wappen
| Wappen von Kalenborn-Scheuern | Blasonierung: „Von Rot über Silber geteilt; oben drei goldene fächerförmige Weizenähren, unten ein blauer Ziehbrunnen.“ |
| Wappen von Kalenborn-Scheuern | Wappenbegründung: Die drei goldenen Weizenähren im oberen Wappenteil symbolisieren den Namen des Ortsteiles Scheuern. Scheuern war mit weiteren benachbarten Orten dem Kloster Prüm abgabenpflichtig; in Scheuern befand sich die Zehntscheune des Klosters. Der Ortsname wird von dieser Zehntscheune abgeleitet („Scheuer“ bedeutet im Eifeler Dialekt „Scheune“). Außerdem weisen die Ähren auch auf die Landwirtschaft als Erwerbsgrundlage über Jahrhunderte und die ländliche Struktur der Doppelgemeinde hin. Kalenborn wird im Jahre 846 als „Caldebrunna“ unter den Besitzungen der Abtei Prüm erstmals urkundlich erwähnt. Der Ortsname bedeutet: „kalter Brunnen“ oder „kühle Quelle“. Als Symbol für den Ortsnamen des Ortsteiles Kalenborn wurde der blaue Ziehbrunnen im unteren Wappenteil aufgenommen. |

## Kultur und Sehenswürdigkeiten

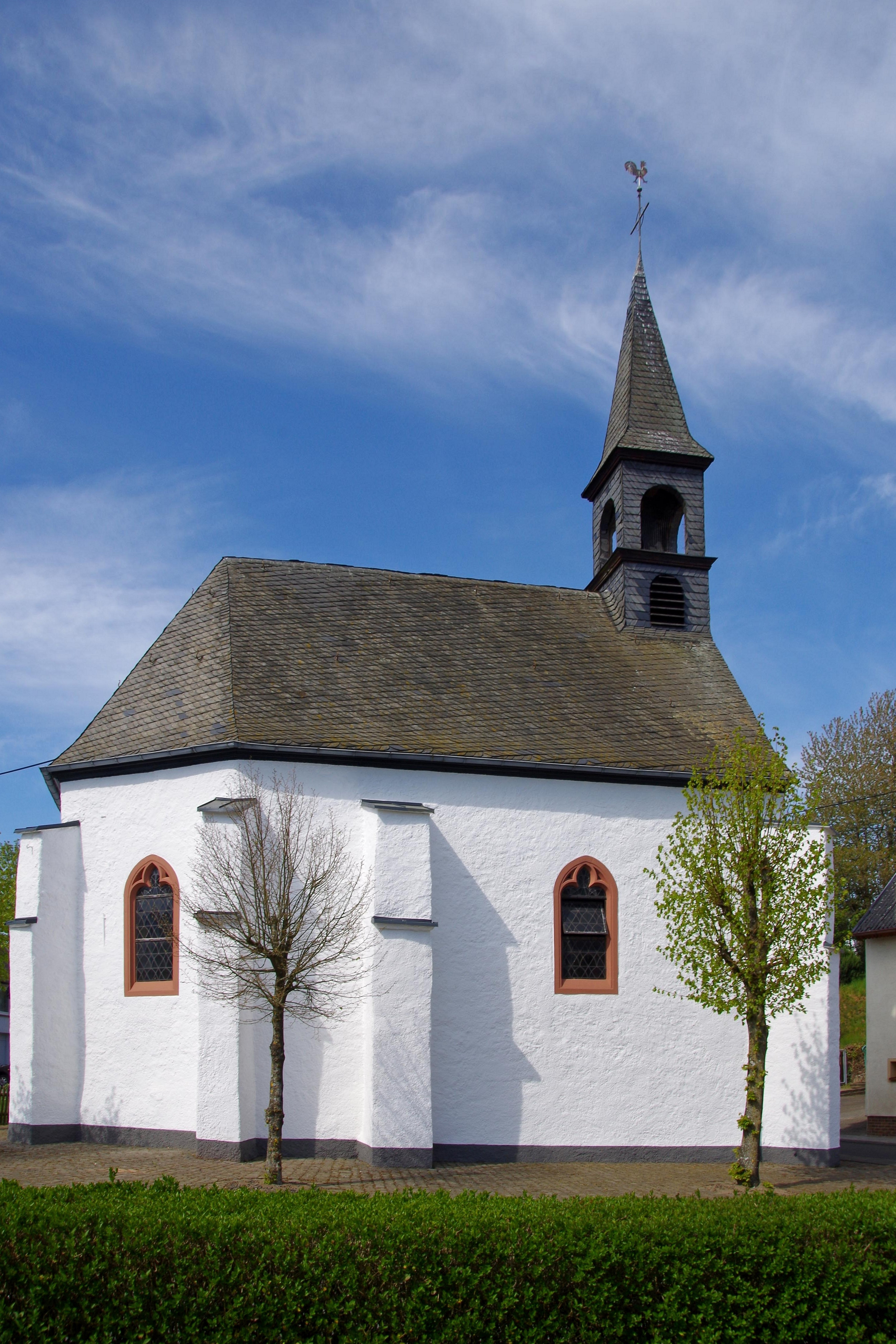
Kapelle Kalenborn
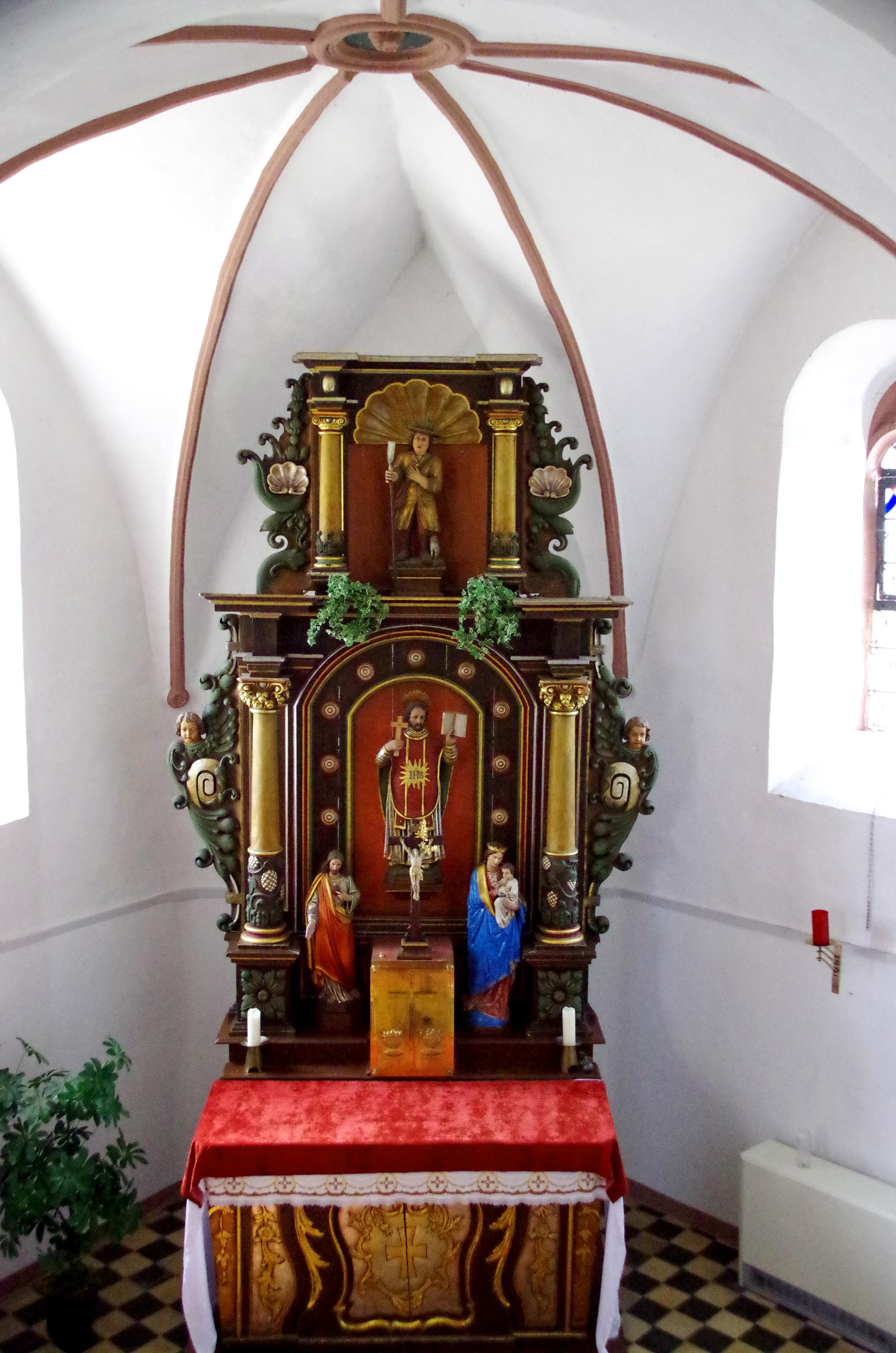
Säulenaltar (17. Jh.)
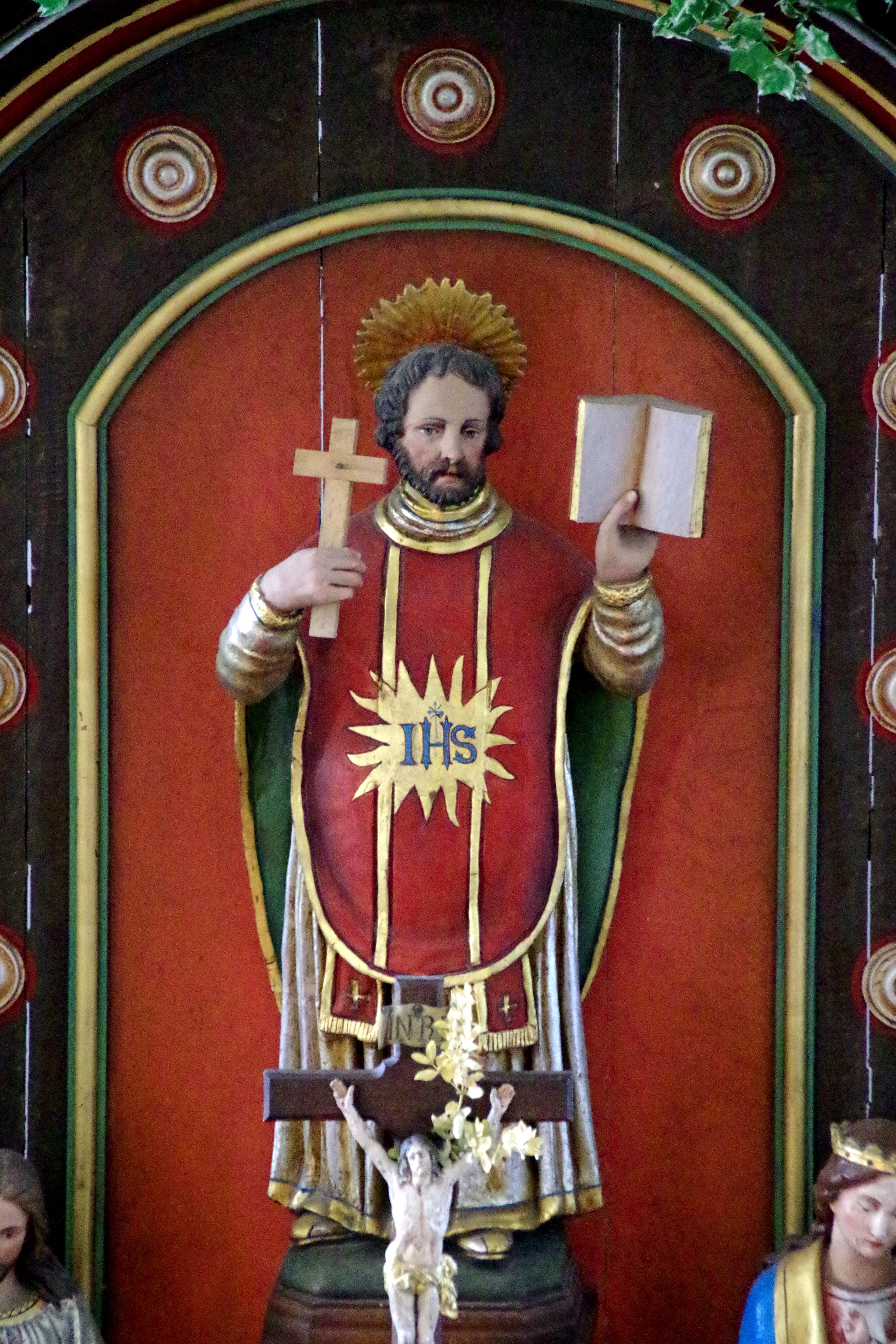
St. Ignatius
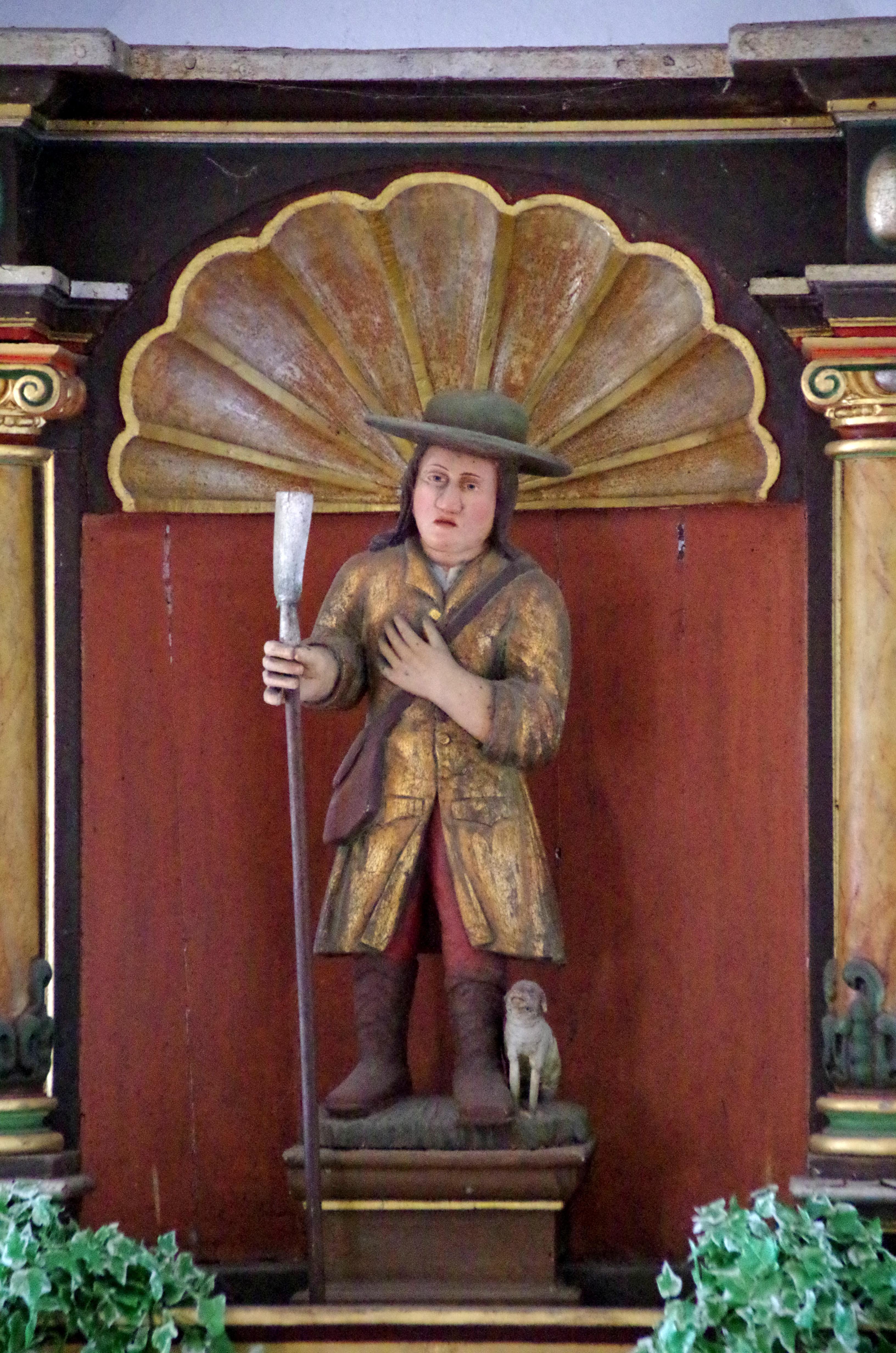
St. Wendelinus
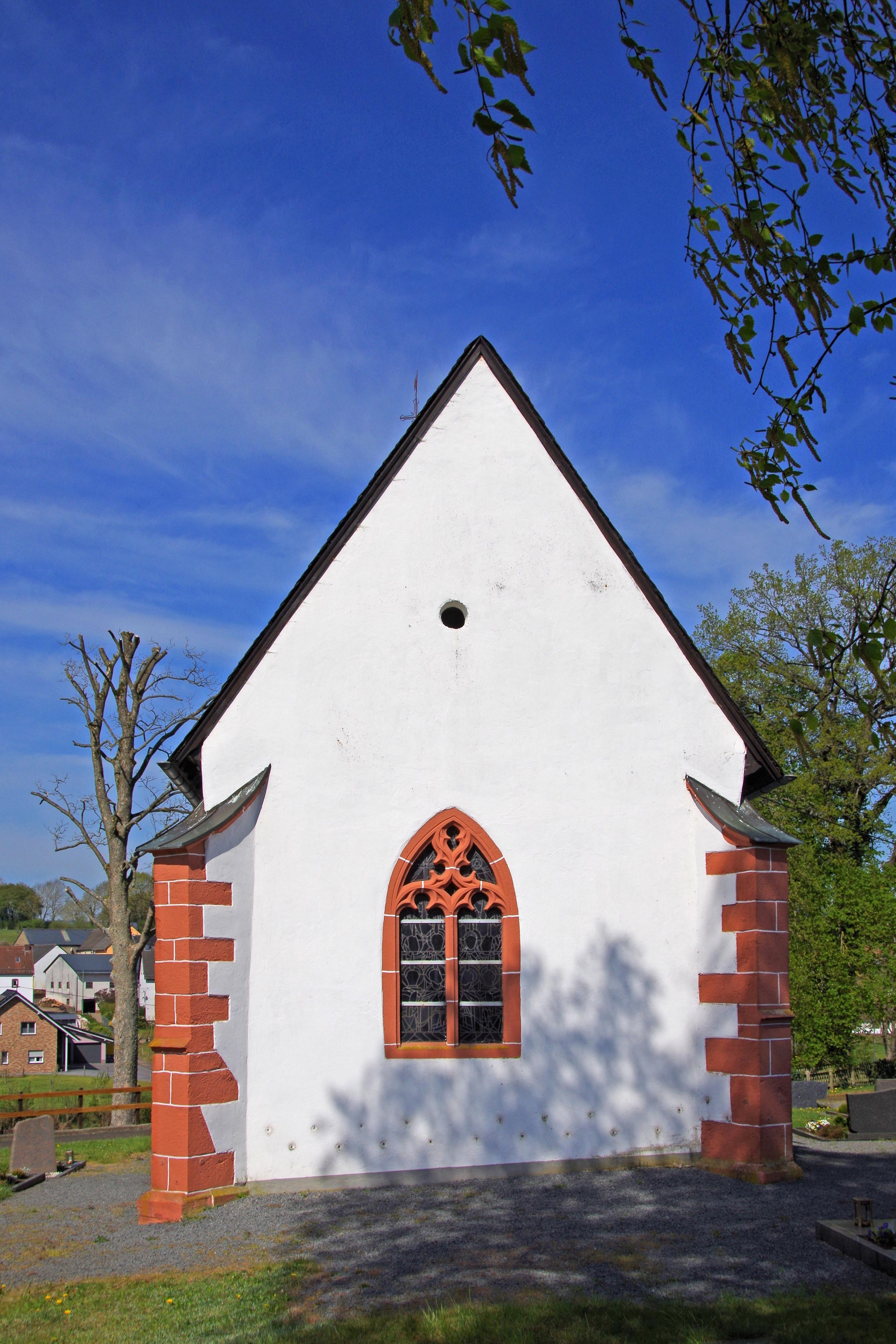
Kapelle Scheuern
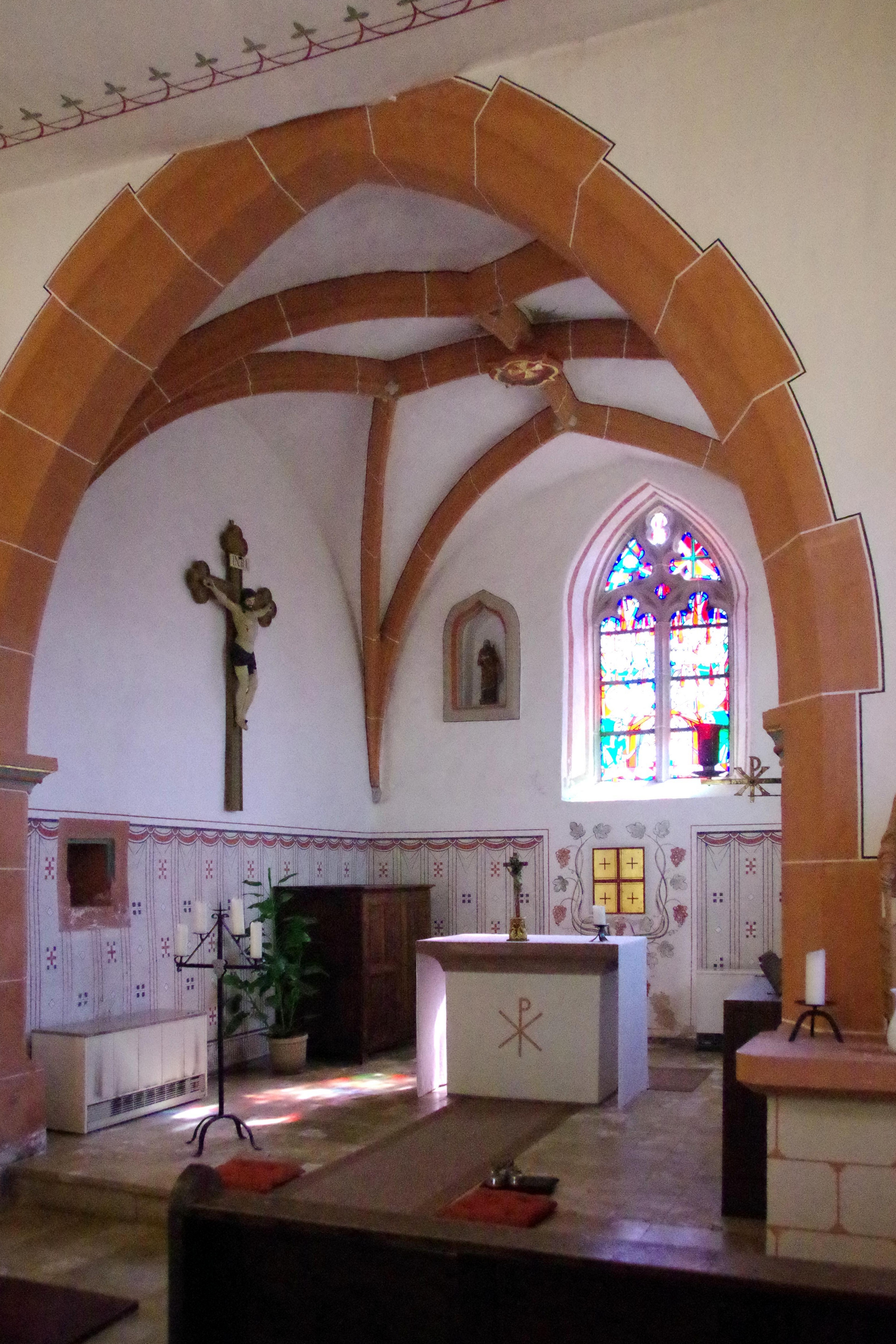
Altarraum
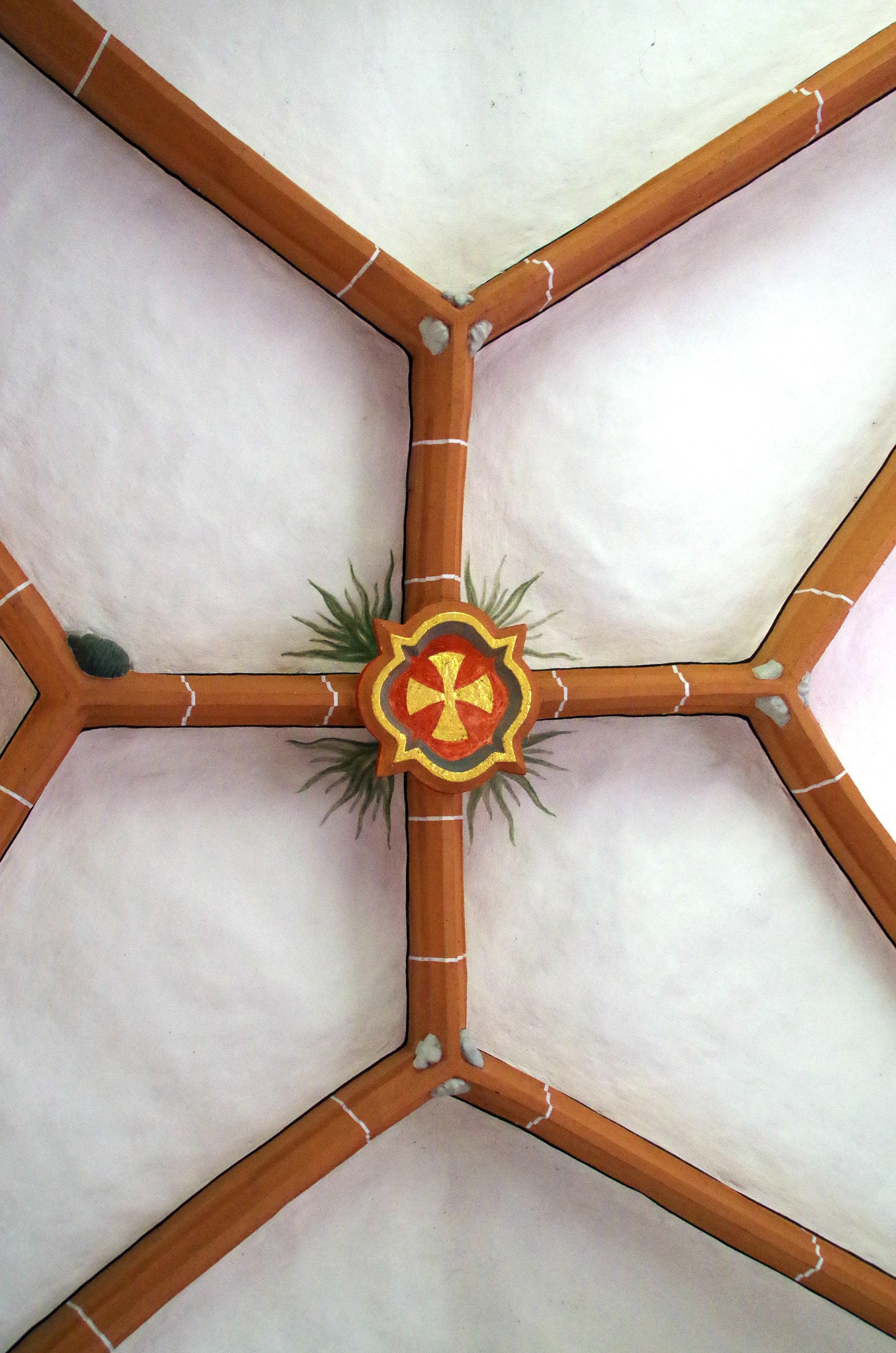
Sternrippengewölbe
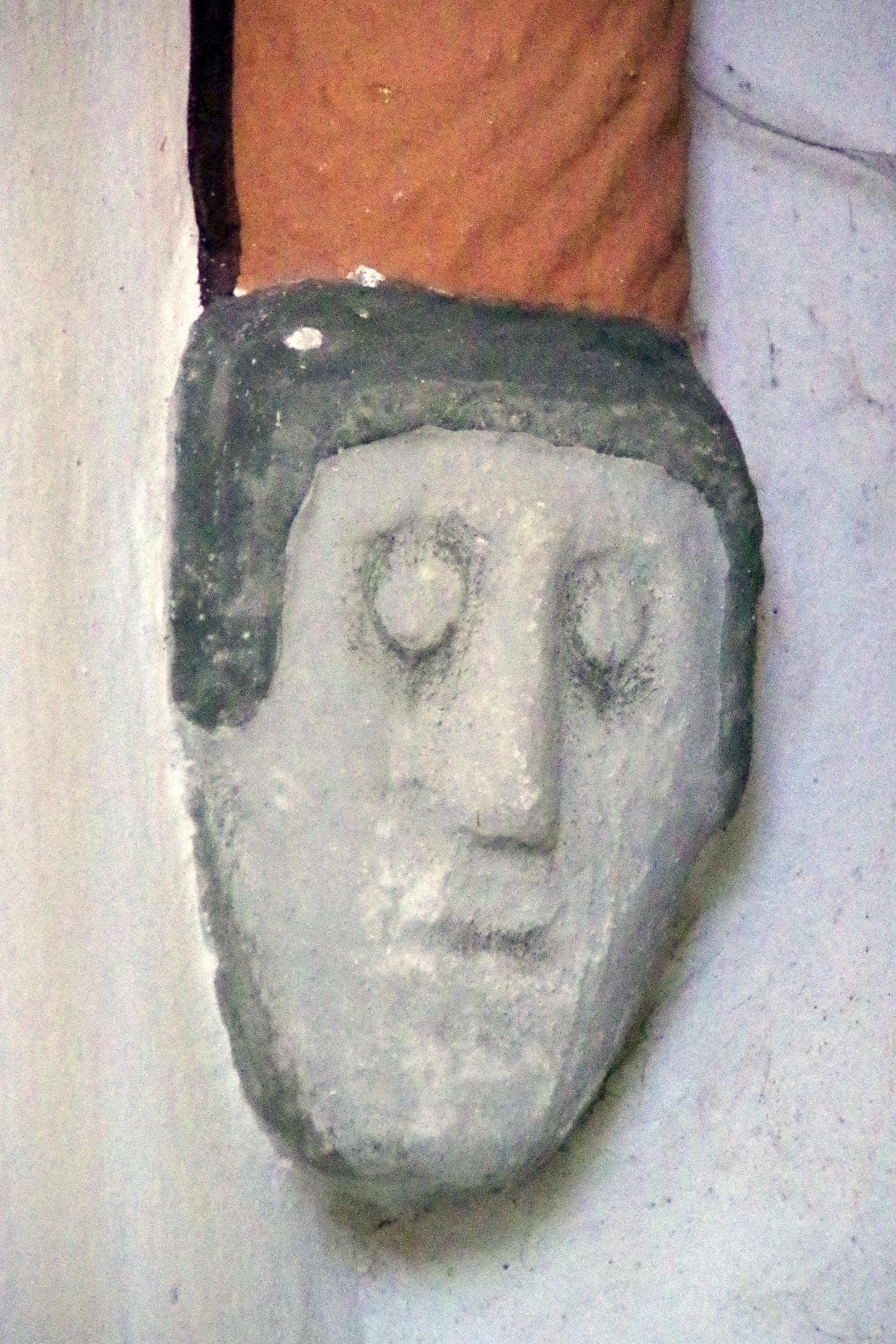
Konsolenfigur

Siehe auch: Liste der Kulturdenkmäler in Kalenborn-Scheuern

## Verkehr
Kalenborn-Scheuern liegt im Verkehrsverbund Region Trier. Die Gemeinde wird wochentags durch die Buslinie 522 der Rhein-Mosel-Verkehrsgesellschaft bedient, die das Doppeldorf mit der nächstgelegenen Stadt Gerolstein sowie mit Hillesheim verbindet. Der nächstgelegene Bahnhof ist Oberbettingen-Hillesheim an der Eifelstrecke Köln–Trier, etwa fünf Kilometer nordöstlich gelegen.
Die B 410 Prüm–Mayen liegt etwa sechs Kilometer südlich, die B 421 Stadtkyll–Daun ebenso weit nordöstlich. Die nächste Autobahnanschlussstelle ist Prüm an der A 60, etwa 20 Kilometer südwestlich gelegen.